# フラビウイルス科
フラビウイルス科（Family Flaviviridae）は、一本鎖プラス鎖RNAウイルスのアマリロウイルス目に属する1科。ウイルス粒子は直径40 - 60 nmで、エンベロープを持ち、球状である。学名の由来は黄熱ウイルスにちなむ（ラテン語flavusは黄色の意味）。フラビウイルス科にはフラビウイルス属、ペスチウイルス属、ヘパシウイルス属の3属が存在する。フラビウイルス科のウイルスは有機溶媒、ホルマリン、紫外線などへの抵抗性が低く、容易に不活化する。
フラビウイルス科のウイルスは脊椎動物に広く分布し、多くはベクター（蚊やダニ）を介して伝播する。そのほとんどは不顕性感染であるが、重篤な症状を引き起こすことがある。ウシウイルス性下痢ウイルス1、ウシウイルス性下痢ウイルス2および豚熱ウイルスはニューカッスル病ウイルス（NDV）によってCPEが増強される。特に豚熱ウイルスによるものはEND法として利用される。
本科には脳炎や血小板減少症（出血熱）など重篤な感染症を引き起こすウイルスがいくつか含まれる。

## 分類
- フラビウイルス属
  - デングウイルス(Dengue virus)
  - 日本脳炎ウイルス（Japanese encephalitis virus）
  - 西ナイルウイルス（west Nile virus）
  - 黄熱ウイルス（yellow fever virus）
  - マレー渓谷脳炎ウイルス
  - セントルイス脳炎ウイルス
  - ジカウイルス（Zika virus）
  - ダニ媒介性脳炎ウイルス(TBEV)
- ペスチウイルス属
  - ボーダー病ウイルス（border disease virus）
  - ウシウイルス性下痢ウイルス1（bovine viral diarrhea virus 1）
  - ウシウイルス性下痢ウイルス2（bovine viral diarrhea virus 2）
  - 豚熱ウイルス（classical swine fever virus）
- ヘパシウイルス属
  - C型肝炎ウイルス（hepatitis C virus）
- ペギウイルス属
  - G型肝炎ウイルス（GB virus C）